# Herculis

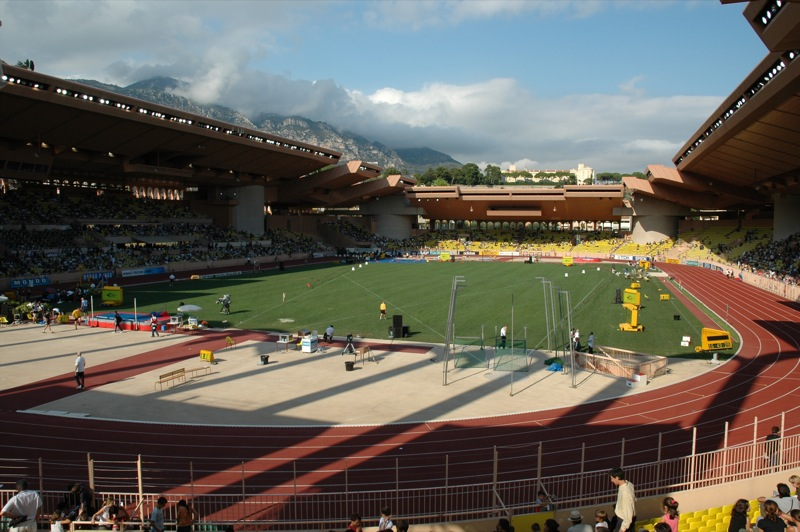
Herculis em 2005

O Herculis é um meeting de atletismo que se desenrola todos os anos em Mônaco, desde 1987. Faz parte atualmente da Liga de Diamante e é sediado no Stade Louis II, em regra acontece sempre em julho.

## Recordes mundiais
Recordes que foram quebrados no evento.
| Ano  | Evento         | Recorde | Atleta            | Nacionalidade |
| ---- | -------------- | ------- | ----------------- | ------------- |
| 2015 | 1500 m         | 3:50.07 | Genzebe Dibaba    | Ethiopia      |
| 2008 | Salto com vara | 5.04 m  | Yelena Isinbayeva | Russia        |